# Finn Jones
Finn Jones, geboren als Terence Jones, (Londen, 24 maart 1988) is een Engels acteur. Hij speelde in diverse films en series, waaronder Awake, Game of Thrones en Iron Fist.

## Levensloop
In oktober 2009 maakte Jones zijn acteerdebuut als televisieacteur in de E4-serie Hollyoaks Later, in februari 2010 hernam hij deze rol in de serie Hollyoaks. Hierna speelde hij mee in diverse televisieseries, waaronder The Sarah Jane Adventures en The Bill. Vanaf mei 2011 tot en met juni 2016 vertolkte hij de rol van Loras Tyrell in de HBO-serie Game of Thrones.
Jones maakte in oktober 2012 zijn debuut als filmacteur in Wrong Turn 5: Bloodlines als het personage Teddy. In de jaren die volgde speelde hij mee in verschillende films, zoals The Last Showing, Leatherface en Awake.
Daarnaast vertolkte Jones van maart 2017 tot en september 2018 de rol van het Marvel-personage Danny Rand / Iron Fist in de televisieseries Iron Fist, The Defenders en Luke Cage.

## Filmografie

### Film
- 2012: Wrong Turn 5: Bloodlines, als Teddy
- 2014: Sleeping Beauty, als Barrow
- 2014: The Last Showing, als Martin
- 2017: Leatherface, als hulpsheriff Sorells
- 2021: Awake, als Brian
- 2022: Canyon Del Muerto, als Charles Lindbergh
- 2022: The Visitor, als Robert

### Televisie
- 2009: Hollyoaks Later, als Jamie
- 2010: Hollyoaks, als Jamie
- 2010: The Sarah Jane Adventures, als Santiago Jones
- 2010: The Bill, als Mark Kennedy
- 2010-2011: Doctors, als Tristan Bentley / Tim Hebdon
- 2011-2016: Game of Thrones, als Loras Tyrell
- 2015: Life in Squares, als Julian Bell
- 2017-2018: Iron Fist, als Danny Rand / Iron Fist
- 2017: The Defenders, als Danny Rand / Iron Fist
- 2018: Luke Cage, als Danny Rand / Iron Fist
- 2021: Dickinson, als Samuel Bowles
- 2022: Swimming with Sharks, als Marty